# Едоардо Амалди (АТК)
 Тази статия е за космическия кораб от серията АТК.  За италианския учен и баща на италианската космическа програма вижте Едоардо Амалди.  
Едоардо Амалди е третият космически кораб от серията АТК, номер 003 (АТК-003). Наречен е на името на италианския учен и пионер на италианските космически изследвания Едоардо Амалди.. Мисията му е да снабди Международната космическа станция с пропелант, вода, въздух и други товари.
Едоардо Амалди е третият построен снабдителен кораб от серията АТК след Жул Верн (2008 година) и Йохан Кеплер (2011 година). По времето на изстрелването корабът е най-масивния единично изстрелван космически кораб с тегло надхвърлящо 20 тона. Едоардо Амалди изпълнява мисията си успешно и е деорбитиран обратно в земната атмосфера на 4 октомври 2012 г., където изгаря както е планирано.

## Полезен товар
| Товар                                    | Тегло    |
| ---------------------------------------- | -------- |
| Гориво за контролиране височината на МКС | 3 150 kg |
| Гориво за презареждане на станцията      | 860 kg   |
| Кислород                                 | 100 kg   |
| Вода                                     | 285 kg   |
| Сух товар (храна, дрехи, оборудване)     | 2200 kg  |
| Общо тегло                               | 6595 kg  |

### Писмо на Амалди
В допълнене към основния си товар корабът носи още и репродукция на писмо написано от именника си през 1958 г. Този документ е от голяма историческа значимост и представя вижданията на Амалди за мирна и невоенна Европейска космическа организация – проекта на бъдещата Европейската космическа агенция.

## Производство и изстрелване

### Подготовка
Към април 2010 г. корабът е в процес на сглобяване в Бремен, Германия. Планира се да бъде изстрелян през 2011 г. чрез ракета Ариана 5 ES ATV от стартова площадка ELA-3 на Гвианския космически център.
На 11 май 2010 г. ЕКА съобщава, че сглобяването на кораба е достигнало стадия на интеграция. На 16 февруари 2011 г., при изстрелването на „Йохан Кеплер“ е съобщено, че интеграцията на „Едоардо Амалди“ ще бъде завършена през август 2011 г.

### Изстрелване
След пристигането си Гвианския космчиески център, корабът преминава към подготовка за изстрелване. Третият АТК е прикачен към ракета-носител Ариана 5 и изстрелян на 23 март 2012 г.

### Скачване
Скачването с Международната космическа станция е завършено на 28 март 2012 г., пет дни след изстрелването. В допълнение към запасите доставени за Експедиция 30, корабът е използван и за контролиране на височината на МКС.

### Деорбитиране
Планирало се третият АТК да се разкачи от МКС на 25 септември 2012 г. Грешка възникнала в командната програма на процедурата по разкачване забавя разкачването на кораба и Едоардо Амалди остава скачен до 21:44 GMT 28 септември 2012 г. Накрая корабът е деорбитиран и извършва разрушително обратно навлизане в земната атмосфера над Тихия океан на 4 октомври. С него е унищожен взетия от станцията отпадък.